# Siegesbericht des Kamose

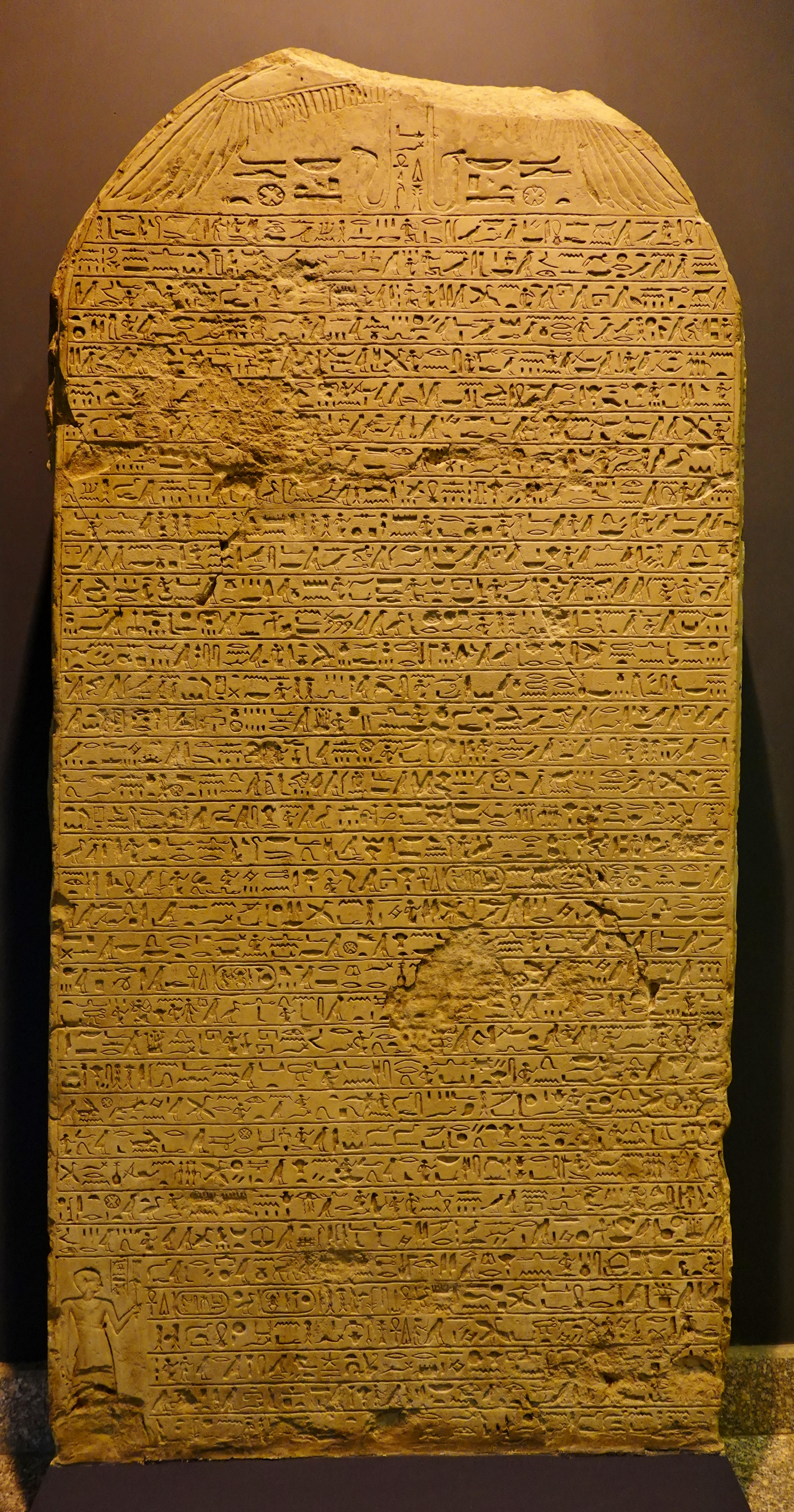
Zweite Stele des Kamose (Luxor-Museum)

Der Siegesbericht des Kamose hat auf zeitgenössischen Denkmälern der 17. Dynastie des 16. Jahrhunderts v. Chr. den Kriegszug des altägyptischen Königs Kamose gegen die Hyksos zum Inhalt.

## Primärquellen

### Carnarvon-Schreibtafel
Die Schreibtafel wurde nach Lord Carnarvon benannt, der die auf beiden Seiten beschriebene Holztafel 1908 in Dra Abu el-Naga bei Theben fand. Sie hat eine Höhe von 25 cm sowie eine Breite von 51 cm und enthält einen siebzehnzeiligen Text in hieratischer Schrift. Auf der Rückseite des Kamose-Berichtes befindet sich der Anfang des Werkes „Weisheitslehre des Ptahhotep“ sowie eine Spielbrett-Zeichnung.
Durch paläografische Untersuchungen konnte die Schreibtafel auf das Ende der Zweiten Zwischenzeit, spätestens jedoch auf die ersten Jahrzehnte der 18. Dynastie datiert werden. Sie befindet sich mit der Inventarnummer 41790 im Ägyptischen Museum in Kairo.

### Stelenbruchstücke der ersten Kamose-Stele
Zwei Stelenbruchstücke wurden 1932 und 1935 aus dem dritten Pylon des Karnak-Tempels geborgen, die in die obere rechte Hälfte der zerstörten Kalkstein-Stele gehören. Beide Bruchstücke haben insgesamt eine Breite von 56 cm, eine Länge von 104 cm und eine Dicke von 38 cm. Anhand der Bruchstückgrößen ergaben sich für die ehemals vorhandene Originalstele Berechnungen, aus denen eine Breite von 200 cm sowie eine Höhe zwischen 270 cm und 400 cm angesetzt wurde.
Vom Inhalt blieben 15 waagerechte Zeilen erhalten, die wortgetreu der Carnarvon-Schreibtafel entsprechen, jedoch ein breiteres hieratisches Schriftbild aufweisen. Der Text beginnt am Anfang und ist etwa bis zu der Stelle der zweiten Kamose-Stele erhalten. Die Stelenbruchstücke werden unter der Inventarnummer 11.1.35.1 im ägyptischen Kairener Museum ausgestellt.

### Kamoses Sesostris-Stele
Die zweite nach oben abgerundete Stele des Kamose besteht ebenfalls aus Kalkstein und ist 125 cm breit, 231 cm hoch sowie 28 cm dick. Sie wurde 1954 größtenteils unzerstört im ersten Hof des Karnak-Tempels in einer Kolossalstatue des Neuen Reiches gefunden. Einzig aus dem Stelenrund fehlt ein ausgebrochenes 15 cm-Stück. Ursprünglich entstammt die Stele der 12. Dynastie. Auf einer Seite sind von Sesostris I. noch Inschriften und Darstellungen zu erkennen.
Auf etwa zwei Dritteln des Stelenrunds ist eine geflügelte Sonnenscheibe angebracht. Die beiden zugehörigen Uräen sind mit der Beischrift „Der von Behedet, Herr des Himmels“ versehen. Der Text selbst umfasst eine achtunddreißigzeilige Hieroglypheninschrift. Ebenso wie die Bruchstücke der ersten Stele waren die Hieroglyphen blau bemalt und mit roten Zeilentrennern gefertigt. Neben den letzten sechs Zeilen ist ein stehender Mann mit der Beischrift „Der Vorsteher der Siegler, Neschi“ abgebildet. Der Text beginnt mitten im Zusammenhang und enthält Kamoses Berichte bis zum Ende des Kriegszuges. Es muss daher noch eine zweite zugehörige Pfeilerstele existieren, die den Anfang des Geschehens beinhaltet; sie wurde jedoch bislang nicht entdeckt. Die erhaltene Stele ist zurzeit im oberägyptischen Luxor-Museum of Ancient Egyptian Art ausgestellt.

## Inhalt

### Die Ratsversammlung
Die Stelen berichten zum Beginn, wie der König eine Ratsversammlung einberuft und versucht seine Anhänger von seinen Plänen zu überzeugen, die Hyksos aus Ägypten zu vertreiben:

„Im dritten Jahr des mächtigen Königs in Theben, Kamose, den Re als den wirklichen König ernannt hatte und dem er wahrlich Macht gegeben hatte. Seine Majestät sprach in seinem Palast zu der Versammlung seiner Großen, die in seinem Gefolge waren: 'Ich wüsste gerne, wozu diese meine Stärke nützt, wenn ein Herrscher in Auaris ist und ein anderer in Kusch, und ich herrsche gemeinsam mit einem Asiaten und einem Nubier, jeder im Besitz seines Teiles dieses Ägyptens, und ich kann nicht an ihm bis Memphis vorübergehen. Siehe er hält Chemenu, und kein Mensch hat Ruhe vor der Plünderung wegen der Abhängigkeit von den Setiu. Ich werde mit ihm ringen und ihm den Leib aufschlitzen. Es ist mein Wunsch, Ägypten zu befreien und die Asiaten zu vernichten.'“

Die Ratsversammlung reagiert zunächst überaus ängstlich. Man schätzte die Zustände in Ägypten friedlich ein und machte sich keine weiteren Sorgen:

„Da sprachen die Großen seiner Ratsversammlung: 'Siehe, alle sind den Asiaten ergeben bis nach Kusae. Wir sind ungestört in unserem Teil Ägyptens. Elephantine ist stark, und der mittlere Teil ist auf unserer Seite bis nach Kusae. Männer bestellen für uns die besten Stücke ihrer Länder. Unser Vieh weidet in der Papyrusmarsch. Korn wird geschickt für unsere Schweine. Unser Vieh wird nicht weggenommen'.“

### Militärische Angriffe und Ankunft in Auaris
Doch wie in einer ägyptischen Königsnovelle üblich, konnte der König seine Anhänger letztendlich vom militärischen Angriff überzeugen.
Die erste Stele berichtet weiter, wie Kamoses Armee nacheinander gegen die Setiu im Norden vorging und Städte der Vasallen wie beispielsweise Neferusi, Perschak, Perdjetgen und Initentchenet einnahm:

„Ich schleifte ihre Städte und brannte ihre Orte nieder, sie wurden für immer zu roten Ruinen gemacht, wegen des Schadens, den sie in diesem Ägypten angerichtet hatten; sie hatten sich selbst zu Sklaven der Asiaten gemacht und hatten Ägypten im Stich gelassen, ihre Herrin.“

Weiterhin wird auf der zweiten Stele geschildert, wie die thebanische Flotte immer weiter nach Norden vordringt und dann letztendlich zur Stadt und Festung Auaris gelangt:

„Ich ordnete die Flotte hintereinander an, Bug an Heck, als meine Elite wie ein Falke über den Fluß dahinflog, mein goldnes Schiff voran, und ich wie ein göttlicher Falke an ihrer Spitze war. Ich ließ eine starke Schutztruppe den Wüstenrand inspizieren, während der Rest wie ein Raubvogel das Gebiet von Auaris verwüstete. Ich erblickte seine Frauen auf dem Dach seines Anwesens, als sie von ihren Warten aus zum Ufer spähten ohne sich [zu bewegen]. Sie sahen mich, als sie wie junge [Mäuse] in ihren Löchern durch die Schießscharten auf ihrer Mauer spähten. Ich sagte: 'Das ist ein Angriff! Siehe, ich bin gekommen und ich werde Erfolg haben, denn der Rest des Landes ist bereits in meinem Besitz und meine Situation ist vortrefflich. Sowahr es den starken Amun gibt, werde ich dich nicht verschonen. Ich werde dich nicht auf das Feld gehen lassen, ohne dich anzugreifen. Bösartiger, elender Asiate! Siehe, ich werde Wein deines Weinberges trinken, den Asiaten, die ich fange, für mich auspressen werden. Ich werde deinen Wohnsitz zerstören und deine Bäume fällen. Ich habe deine Frauen zu den Schiffen geschleppt und deine Kavallerie erbeutet. Ich habe keine Planke der hunderte von Schiffen aus frischem Zedernholz übriggelassen, die angefüllt waren mit Gold, Lapislazuli, Silber, Türkis und zahllosen bronzenen Streitäxten…'“

Die Beschreibung stimmt mit der Stadt Auaris mit ihren Befestigungsanlagen sowie künstlich angelegten Weinbergen und Baumpflanzungen mit dem Grabungsbefund in Tell el-Daba überein.
Auaris stellte sich jedoch als uneinnehmbar heraus, jedenfalls wird von einem direkten Angriff auf diese Stadt nichts weiter berichtet.

### Brief des Hyksos-Königs
An anderer Stelle der zweiten Stele wird noch erwähnt, wie man in der Oase Bahrija einen Brief von König Apopi I. abfing, der sich in einem Hilferuf an den Herrscher von Kusch wendete:

„Vom Herrscher von Auaris. Ich, Aaweserre, Sohn des Re, Apapi, grüße meinen Sohn, den Herrscher von Kusch. Warum hast du die Herrschaft angetreten, ohne es mich wissen zu lassen? Hast du nicht gesehen, was Ägypten gegen mich unternimmt? Sein Herrscher, Kamose der Starke, beschenkt mit Leben, bedrängt mich auf meinem Territorium, ohne dass ich ihn angegriffen habe, ganz genau so, wie er es gegen Dich getan hat. Er sucht sich diese beiden Länder aus, um ihnen Schaden zuzufügen, mein Land und das Deinige, und verwüstet hat er sie bereits. Komm, ziehe nach Norden, sei ohne Furcht! Siehe, er ist hier bei mir, und es gibt niemanden, der in diesem Ägypten auf Dich wartet. Ich werde ihn nicht weglassen, bevor du angelangt bist. Dann werden wir die Städte Ägyptens aufteilen und unsere beiden Länder werden glücklich in Freude sein.“

Wie aus diesem Brief hervorgeht, schien Kamose schon vorher einen Angriff auf Nubien gewagt zu haben.
Der Text der zweiten Stele endet damit, wie Kamose triumphierend nach Theben zurückkehrt.